# Al Imfeld

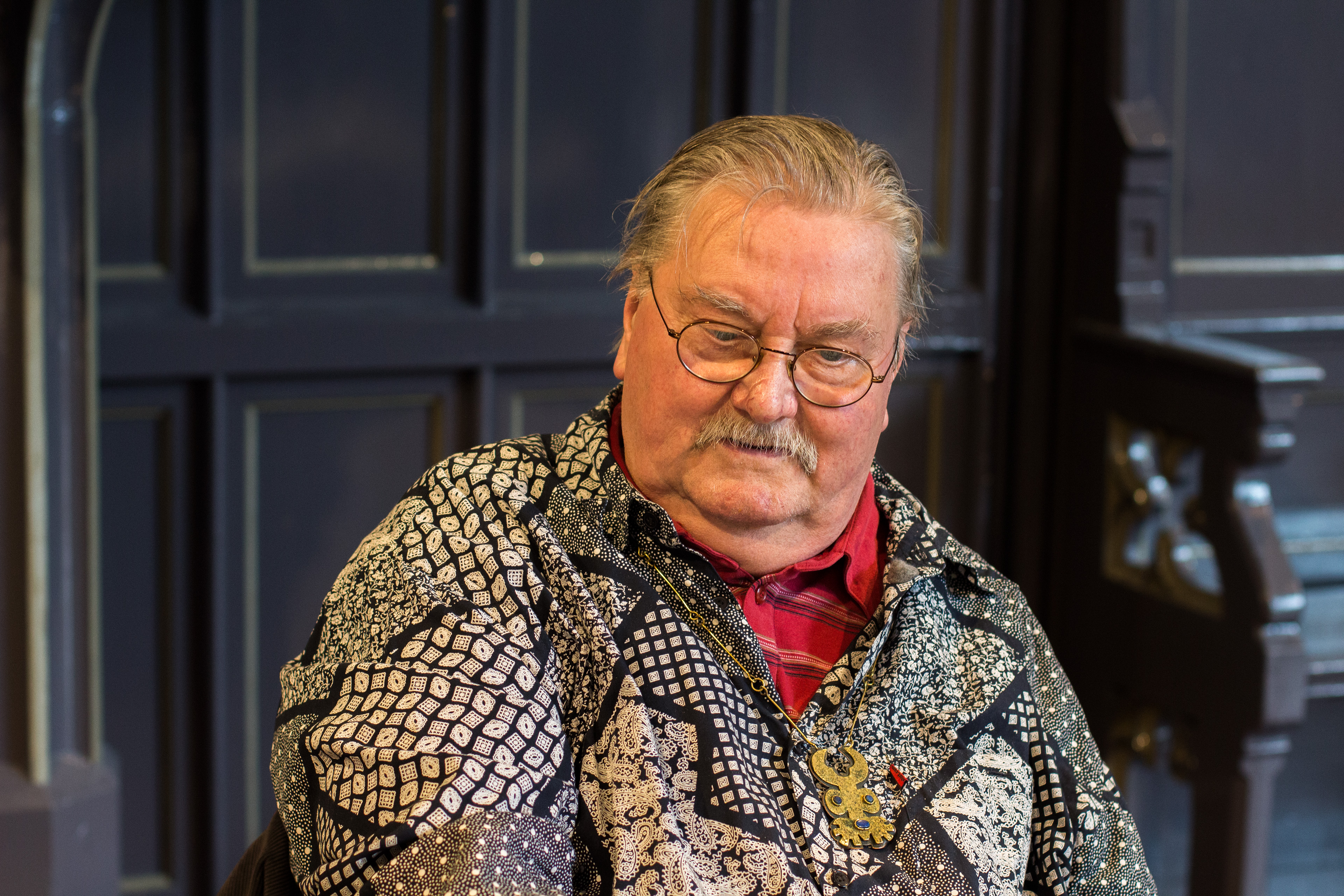
Al Imfeld (2015)

Al Imfeld (Taufname Alois Johann Imfeld; * 14. Januar 1935  in Lachen; † 14. Februar 2017 in Zürich) war ein Schweizer Theologe, Publizist und Schriftsteller.

## Leben
Al Imfeld wurde als erstes von dreizehn Kindern einer Bauernfamilie geboren. Er wuchs im Weiler Etzenerlen bei Ruswil am Rand des Napfgebiets auf. Nach der Matura am Gymnasium Immensee trat er in die Missionsgesellschaft Bethlehem ein und absolvierte das Priesterseminar. Er empfing die Priesterweihe, studierte weiter katholische Theologie und Philosophie – zuletzt an der Gregoriana, von der er wegen seiner Positionen verwiesen wurde – und doktorierte dann in den USA in evangelischer Theologie. Anschliessend studierte er Vergleichende Religionswissenschaft, Entwicklungssoziologie, Journalismus und Tropenlandwirtschaft. Er hatte vier Studienabschlüsse und war auf vier Kontinenten zuhause.
Vom Priesteramt wurde er in den USA schliesslich suspendiert und nach eigenen Angaben auch exkommuniziert.
Imfeld galt als einer der besten Afrikakenner, als engagierter Aufklärer zwischen Schwarzafrika und Europa. Er gründete Anfangs der 1970er Jahre den Informationsdienst Dritte Welt i3w, war Mitherausgeber der Romanreihe Dialog Afrika, Mitbegründer und Autor der LiteraturNachrichten. Er arbeitete unter anderem als Redaktor der Zeitschrift Neue Wege sowie als Kolumnist bei diversen Zeitungen. Er lebte zuletzt als freischaffender Journalist in Zürich.
Imfeld war Autor von über 50 Buchveröffentlichungen und zahlreichen Beiträgen für Presse und Rundfunk über afrikanische und entwicklungspolitische Themen.

## Werke (Auswahl)
- Ende des Dialogs? Schweiz–Südafrika. Genf 1973.
- Schwarze Antwort. Christentum und Religion in Afrikas Literatur. Missionsverlag, Basel 1979.
- Verlernen, was mich stumm macht. Lesebuch zur afrikanischen Literatur. Unionsverlag, Zürich 1980, ISBN 3-293-00013-4.
- Vision und Waffe. Afrikanische Autoren, Themen, Traditionen. Unionsverlag, Zürich 1981, ISBN 3-293-00025-8.
- Zerstreut liegen die Steine des Heiligtums. Gedichte. Dendron, Bern 1984, ISBN 3-905391-18-X.
- Die Wüste erobert uns. Gedichte. Dendron, Bern 1984, ISBN 3-905391-16-3.
- Hunger und Hilfe. Provokationen. Unionsverlag, Zürich 1985, ISBN 3-293-00097-5.
- Zorn und Traurigkeit. Dichterische Anstösse zu einer Medien-Philosophie. Dendron, Bern 1985, ISBN 3-905391-24-4.
- Lebenszeichen. Saure Lyrik. 33 Gedichte. Dendron, Bern 1986, ISBN 3-905391-25-2.
- Widerstand in Südafrika. Apartheid, kirchliche Opposition, Solidarität. Exodus, Freiburg/Schweiz 1986, ISBN 3-905575-25-6.
- Zucker. Unionsverlag, Zürich 1985, ISBN 3-293-00044-4.
- Wir weinen nicht mehr, Afrika. Frauenleben. Im Waldgut, Frauenfeld 1994, ISBN 3-7294-0063-0.
- Wenn Fledermäuse aufschrecken, liegt etwas in der Luft, das kein Mensch zu ändern vermag: Erzählungen aus Afrika und dem Luzerner Hinterland. Im Waldgut, Frauenfeld 1994, ISBN 3-7294-0205-6.
- Chamäleon und Chimäre. Afrikanische Standpunkte. Unionsverlag, Zürich 1994, ISBN 3-293-00183-1.
- Mandala, Boucliers, Schilder: Kreisgedichte/cercle de poèmes. Dendron, Chabrey 1995, ISBN 3-905391-37-6.
- Al dente. Geschichten aus den Küchen der Welt. Rotpunkt, Zürich 1997, ISBN 3-85869-164-X.
- Da kam eines Tages im Frühsommer, kurz vor dem Melken, ein Mann leicht und fast tänzelnd vom Wald daher. Neue Geschichten. Im Waldgut, Frauenfeld 1997, ISBN 3-7294-0241-2.
- Brotlos. Die schöne neue Nahrung. Unionsverlag, Zürich 1998, ISBN 3-293-00256-0.
- Berge wachsen nicht in den Himmel sondern in die Tiefe. Geschichten aus dem Hinterland. Im Waldgut, Frauenfeld 2002, ISBN 3-7294-0279-X.
- Fremde Heimat & tausend Grenzen. 101 Gedichte. Dendron, Chabrey 2005, ISBN 3-905391-50-3.
- Blitz und Liebe. Geschichten aus vier Kontinenten. Rotpunkt, Zürich 2005, ISBN 3-85869-291-3.
- Lies und werde reich. Geschichten vom Geld. Rotpunkt, Zürich 2007, ISBN 978-3-85869-340-2.
- Im Schatten einer Nacht und der Vesuv raucht dazu. Gedichte. Dendron, Chabrey 2007, ISBN 978-3-905391-52-7.
- Die Entwicklung. Metropolis, Marburg 2008, ISBN 978-3-89518-652-3.
- Elefanten in der Sahara. Agrar-Geschichten aus Afrika. Rotpunkt, Zürich 2009, ISBN 978-3-85869-404-1.
- Transit Memorials. Dendron, Chabrey 2010, ISBN 978-3-905391-63-3.
- Wie die Arche Noah auf den Napf kam. Kindheitsgeschichten aus dem Luzerner Hinterland. Rotpunkt, Zürich 2011, ISBN 978-3-85869-457-7.
- Afrika als Weltreligion. Zwischen Vereinnahmung und Idealisierung. Stämpfli, Bern 2011, ISBN 978-3-7272-1314-4.
- Mission beendet. Nachdenkliches zur religiösen Eroberung der Welt. Stämpfli, Bern 2012, ISBN 978-3-7272-1353-3.
- Auf den Straßen zum Himmel. Missionsgeschichten aus der Schweiz und aus Afrika. Rotpunkt, Zürich 2013, ISBN 978-3-85869-531-4.
- Afrika im Gedicht. Offizin, Zürich, 2015, ISBN 978-3-906276-03-8
- AgroCity – Die Stadt für Afrika. Skizzen zu einer neuen Urbanität. Rotpunkt, Zürich 2016, ISBN 978-3-85869-709-7.

## Auszeichnungen
- 1983: Ehrengabe des Kantons Zürich für «Bemühungen um den afrikanischen Dialog»
- 1984: 1. Preis der Christoph-Eckenstein-Stiftung für Zucker
- 1990: Zürcher Journalistenpreis für Tanz um den Maggiwürfel[7]
- 1990: Europäischer Journalistenpreis, Klagenfurt, für Rund um den Maggiwürfel
- 1997: Zentralschweizer Publikumspreis für Literatur für Buchstabensuppe
- 2005: Literaturpreis des Kantons Zürich für Blitz und Liebe
- 2014: Pro-Litteris-Preis für sein berufliches Gesamtwerk[8]

## Ausstellung
- Sein Werk Afrika im Gedicht bildet die Basis einer Ausstellung im Strauhof, einem Literaturhaus in Zürich. Es handelt sich bei diesem umfassenden Werk (beinahe 800 Seiten) um ein Referenzwerk der afrikanischen Lyrik.[9]

## Audio
- Hannes Hug: Al Imfeld: «Mein Leben ist die Besteigung eines sozialen Mount Everest». Interview in der Sendung Focus von Radio SRF 3, 19. Mai 2014 (mp3; 28,2 MB; 60:58 Minuten)
- David Vogel: Zwischen Napf und Nairobi – Querdenker Al Imfeld ist gestorben. Interview mit Lotta Suter im Radio SRF 2 Kultur, 16. Februar 2017
- Al Imfeld: Bilanz eines widerspenstigen Helfers In: Zeitblende von Schweizer Radio und Fernsehen vom 24. Dezember 2011 (Audio)